# 狄奥多西一世方尖碑
狄奥多西一世方尖碑位于君士坦丁堡，是为纪念最后一位统一罗马帝国的皇帝君士坦丁一世而建。該碑由紫色的花崗岩造成，是在西元390年由埃及運到此地的。